# Diporiphora magna
Espèce
Diporiphora magna est une espèce de sauriens de la famille des Agamidae.

## Répartition
Cette espèce est endémique d'Australie. Elle se rencontre au Kimberley en Australie-Occidentale, dans le Nord du Territoire du Nord et dans l'Ouest du Queensland.

## Publication originale
- Storr, 1974 : Agamid lizards of the genera Caimanops, Physignathus and Diporiphora in Western Australia and Northern Territory. Records of the Western Australian Museum, vol. 3, no 2, p. 121-146 (texte intégral).